# Coronarctidae
Famille
Les Coronarctidae sont une famille de tardigrades. 

## Liste des genres
Selon Actual checklist of Tardigrada species :
- Coronarctus Renaud-Mornant, 1974
- Trogloarctus Villora-Moreno, 1996

## Publication originale
- Renaud-Mornant, 1974 : Une nouvelle famille de Tardigrades marins abyssaux: les Coronarctidae fam. nov. (Heterotardigrada). Comptes rendus hebdomadaires des séances de l'Académie des sciences. Série D, Sciences naturelles, vol. 278, no 24, p. 3087-3090.